# First Time Again
«Primera Vez, Otra Vez» —título original en inglés: «First Time Again»— es el primer episodio de la sexta temporada de la serie de televisión The Walking Dead. Se estrenó el 11 de octubre de 2015 en Estados Unidos por la cadena televisiva AMC y en Latinoamérica el 12 de octubre de 2015 por Fox. Fue dirigido por Greg Nicotero y en el guion estuvo a cargo Scott M. Gimple & Matthew Negrete.
En el episodio, se enfoca a lo que sucedió después de las muertes de Pete y Reg. Como la comunidad se ve afectada ante este acontecimiento de acuerdo con las nuevas circunstancias de Alexandria, se ve cómo poco a poco Rick Grimes (Andrew Lincoln) comienza a asumir el liderazgo.
El episodio cuenta con muchas estrellas invitadas recurrentes, incluidos los recién llegados Alexandría relacionado con la serie de cómics como Heath (Corey Hawkins), Scott (Kenric Green), y Ethan Embry como Carter y una variedad de varios personajes basados en el cómic.
Al igual que en el primer episodio piloto, el episodio estreno de la segunda temporada y el final de la quinta temporada anterior, el episodio se emitirá en un intervalo de tiempo de 90 minutos, en lugar de su ranura de tiempo reglamentario de 60 minutos.

## Argumento
Rick (Andrew Lincoln) y los alexandrinos se sitúan en la parte superior de una cantera llena de cientos de caminantes. Como Rick inicia un plan para atraer a los caminantes de la cantera y lejos de la zona de seguridad, un camión bloqueando una entrada colapsa, liberando a los caminantes. Rick pone su plan en acción y los alexandrinos aterrorizados huyen.
Tras la reunión del consejo de la ciudad, Deanna (Tovah Feldshuh) lamenta la pérdida de Reg mientras le reprocha al Padre Gabriel (Seth Gilliam) debido a sus calumnias hacia el grupo de Rick. Morgan (Lennie James) alerta a Rick acerca de los Lobos, cuando Rick oye el sonido de alguien cavando. Él encuentra a Gabriel y a dos alexandrinos procediendo en los entierros de los cadáveres de Pete y Reg, Rick les reprocha a los alexandrinos que no enterraran en la comunidad a un asesino, pero ellos no concuerdan con sus ideales. Deanna aparece y le otorga la razón a Rick en enterrar el cadáver de Pete en el exterior de la zona de seguridad. El hijo de Pete, Ron (Austin Abrams) los sigue y accidentalmente atrae a un grupo de caminantes. Rick y Morgan los eliminan y en el proceso descubre la cantera. Rick se da cuenta de que la cantera funciona como una trampa caminante natural que había impedido que Alexandría sea invadida, pero las barricadas de mantenimiento de los caminantes atrapados en su interior están a punto de salir de su cautiverio.
Rick se dirige de nuevo a advertir a Alexandría sobre la amenaza inminente. Él viene con un plan para liberar a los caminantes de la cantera, y luego atraerlos 20 millas de distancia de la zona de seguridad. La mayoría de los voluntarios del grupo de Rick se disponen a ayudar, mientras que muchos de los Alexandrinos resisten a los riesgos. Deanna aprueba el plan de Rick. Más tarde, Carter (Ethan Embry) organiza una reunión secreta, y planea asesinar a Rick y derrocarlo. Eugene escucha el plan de asesinato y se descubre. Carter amenaza a Eugene (Josh McDermitt) con una pistola a punto de matarlo es detenido por Rick, Morgan y Daryl (Norman Reedus). A pesar de los temores de Carter, Rick lo perdona y le propone una oportunidad que lo ayude a cambio de perdonarle la vida y este accede.
En el presente, Daryl y Sasha (Sonequa Martin-Green) se utilizan a sí mismos como anzuelo para atraer a los caminantes escapando lejos de Alexandría. Glenn (Steven Yeun), Nicholas (Michael Traynor) y Heath (Corey Hawkins) están procediendo con su parte del plan cuando pasan por una tienda con los caminantes cautivos y liberarlos de las ventanas interiores. Para que el ruido distraiga más a la manada, y envían a los caminantes en el lugar donde se sitúa Glenn, Nicholas y Heath.
Carter observa mientras como los caminantes siguen caminando por la calle lejos de Alexandría. Se da cuenta de que el plan de Rick está marchando a la perfección y le muestra un sincero arrepentimiento por sus acciones anteriores. Rick dice que tienen que ver ellos como "policías en un desfile"; varios del grupo va delante y por detrás para asegurar caminantes no desviarse fuera. Carter corre hacia el frente, pero un caminante lo agarra de sorpresa y lo muerde en la cara, y empieza a gritar. Los gritos atraen a los caminantes en el camino. Sin embargo el grupo intenta atraer la atención de los caminantes. Rick logra aniquilar al caminante que mordió a Carter. Él le dice a Carter que se quede tranquilo, pero no puede, y él se ve obligado a matarlo por apuñalarlo y a la vez para evitar su futura reanimación.
Todo parece ir de acuerdo al plan de Rick. Sin embargo, un cuerno comienza a todo volumen desde una distancia muy lejos, la atracción de la mitad trasera de la manada hacia el sonido. Rick y Michonne (Danai Gurira) inmediatamente se dan cuenta de que el sonido proviene de Alexandría y se apresuran hacia atrás con Morgan.

## Producción
"First Time Again" fue coescrito por el productor ejecutivo Scott M. Gimple y Matthew Negrete. Fue dirigido por el productor ejecutivo y el maquillaje de efectos especiales Greg Nicotero.

### Casting
Lennie James quien encarna a Morgan Jones ha hecho apariciones especiales en temporadas en tres apariciones recurrentes esporádicas en la quinta temporada, él fue promovido al reparto principal en este episodio, tras la integración de su personaje en la historia principal en el final de la temporada anterior, "Conquer". Sonequa Martin-Green quien interpreta a Sasha Williams también se añade a los títulos de créditos principales. En los elencos co-protagónicos incluyen Tovah Feldshuh como la líder de Alexandría y la viuda Deanna Monroe, excongresista, su único hijo sobreviviente Spencer interpretado por Austin Nichols, Alexandra Breckenridge como Jessie Anderson, viuda de un marido abusivo y Ross Marquand que interpreta a Aaron, un reclutador, también se promueve al elenco coprincipal.
Después de las promociones, nuevos personajes de Alexandría se han anunciado, que estaban fuera de la pantalla durante la quinta temporada. Durante la promoción, nombres falsos y escenas fueron asignadas temporalmente a limitar para evitar spoilers. Corey Hawkins se une al reparto Heath, un personaje del cómic prominente, el al igual que Glenn es un corredor de provisiones y amigo leal a Glenn Rhee. Durante el casting se referían a él como "Delvin", "un cínico que se deja tan estupefacto por las pantallas de la estupidez que es casi imposible para él admite que él piensa que, en el fondo, la gente es - o al menos pueden ser. Incluso si son idiotas". Ethan Embry También se une al reparto como el carácter original, Carter, que en un principio se le dio el casting de "Tucker", un "hombre trabajador" que "los valores de la justicia", que es una amalgama de varios personajes del cómic. Kenric Green el esposo de Sonequa Martin-Green quien encarna a Sasha Williams en la serie, también se une a la serie como personaje cómic de Scott, socio de ejecución de suministro de Heath y amigo.

## Recepción
El episodio fue proyectado por los críticos de antemano y recibió elogios de comentarios positivos. Brian Lowry de Variety evaluó que "The Walking Dead se parece mucho en la parte superior de su juego, con un fuerte material de carácter mixto con un enorme pieza de set en el estreno extendido hecho posible, sin duda, por su enorme popularidad. Bendito y maldito con una mentalidad vagabunda, el primer episodio se encuentra la banda todavía tratando de encajar en una comunidad cerrada, donde la promesa de seguridad es equilibrada contra el choque cultural que separa a los viajeros aguerridos de los abrigado en su interior. Añada una cara familiar a la mezcla, y es una fiesta muy irresistible". Brandon Davis de Comicbook.com elogió el episodio y consideró que Andrew Lincoln dio su mejor actuación hasta la fecha, así como su narración única de disparos en el pasado y el presente, y al mismo tiempo señalar al personaje de Carol Peletier diciendo: "Aunque no se da una considerable cantidad de tiempo en pantalla, de Melissa McBride sigue siendo una base sólida para el grupo con su actuación maliciosa como el vecino amistoso post-apocalíptico encubierto." Concluyó su opinión diciendo: "Con todo, el estreno va a satisfacer y por igual actuaciones acérrimas del elenco conocido y grandes interpretaciones de las relaciones de carácter combinar para un satisfactorio 90 minutos de estreno de The Walking Dead Luego, para limitar las cosas fuera y enviar la serie a sus raíces que trae en la temporada seis". Andrew Sims también elogió la narración única como "muy necesaria" para un espectáculo que cuenta con cinco temporadas en su haber, y dijo: "El estreno ofrece a los aficionados uno de los episodios más emocionantes y originales de los últimos tiempos".